# Willem van de Poll
Willem van de Poll (13. dubna 1895 Amsterdam – 10. prosince 1970 tamtéž) byl nizozemský fotograf, jeden z nejvýznamnějších fotografů své generace.

## Životopis
Vystudoval jednu z nejlepších fotografických škol té doby - Graphische Lehr-und Versuchsanstalt ve Vídni. V roce 1920 své první fotografie publikoval v „Berliner Tageblatt“. Zaměřoval se na novinářskou fotografii, cestování a reklamu, ale především na portréty. Byl fotografem společnosti Philips, zaměstnancem fotografické služby nizozemských ozbrojených sil a fotografem nizozemské královské rodiny.
Ve třicátých letech pracoval mimo jiné pro agentury Associated Press a Black Star, Berliner Illustrierte Zeitung, Vogue a Harper's Bazar, po válce pro nizozemské De Spiegel a De Telegraaf. Vydal knihu Nazistowskie piekło (Nacistické peklo) a několik fotografických knih. Cestoval po Evropě, Africe, Asii, Jižní Americe Na obrázcích zachytil změny, které se odehrály v Izraeli. Haagský archiv obsahuje téměř 30 000 jeho negativů.
Willem van de Poll poprvé navštívil Polsko v květnu 1934. V listopadu 1934 přijel na delší, téměř měsíční pobyt s připraveným konceptem, které osobnosti chce fotografovat s velkou objednávkou od německých a amerických fotografických agentur. Fotografie pořízené v roce 1934 nebyly zveřejněny v Polsku, nýbrž nizozemským a německým tiskem.
V šedesátých letech 20. století se přestěhoval do Švýcarska. Zemřel 10. prosince 1970 ve svých 72 letech.

## Tvorba
Od 23. do 6. dubna 2014 proběhla v House of Meetings with History ve Varšavě výstava neznámých a nepublikovaných fotografií Willema van de Polla z cest do Polska pořízených v roce 1934 ve Varšavě, Łowicze, Vilniusu a na polsko-ruské a polsko-litevské hranici. Na fotografiích prezentovaných na výstavě byly přední osobnosti tehdejší polské politiky, mimo jiné: prezident Ignacy Mościcki, ministr zahraničí Józef Beck, herečka Jadwiga Smosarska, tanečnice Ice Halama nebo zpěvačka Ewa Bandrowska-Turska. Fotografoval Varšavu – staré město a židovskou čtvrť. Navštívil také nově otevřené letiště v Okęcie, Velké divadlo, Polský rozhlas, Ústřední ústav tělesné výchovy v Bielanech, Palác ve Wilanowě, Belvedere, Muzeum varšavské citadely a policejním ředitelství, jakož i Łowicz a Vilnius. Většinu fotografií pořídil fotoaparátem Contessa Nettel na skleněné negativy 9×12 cm.

## Fotogalerie

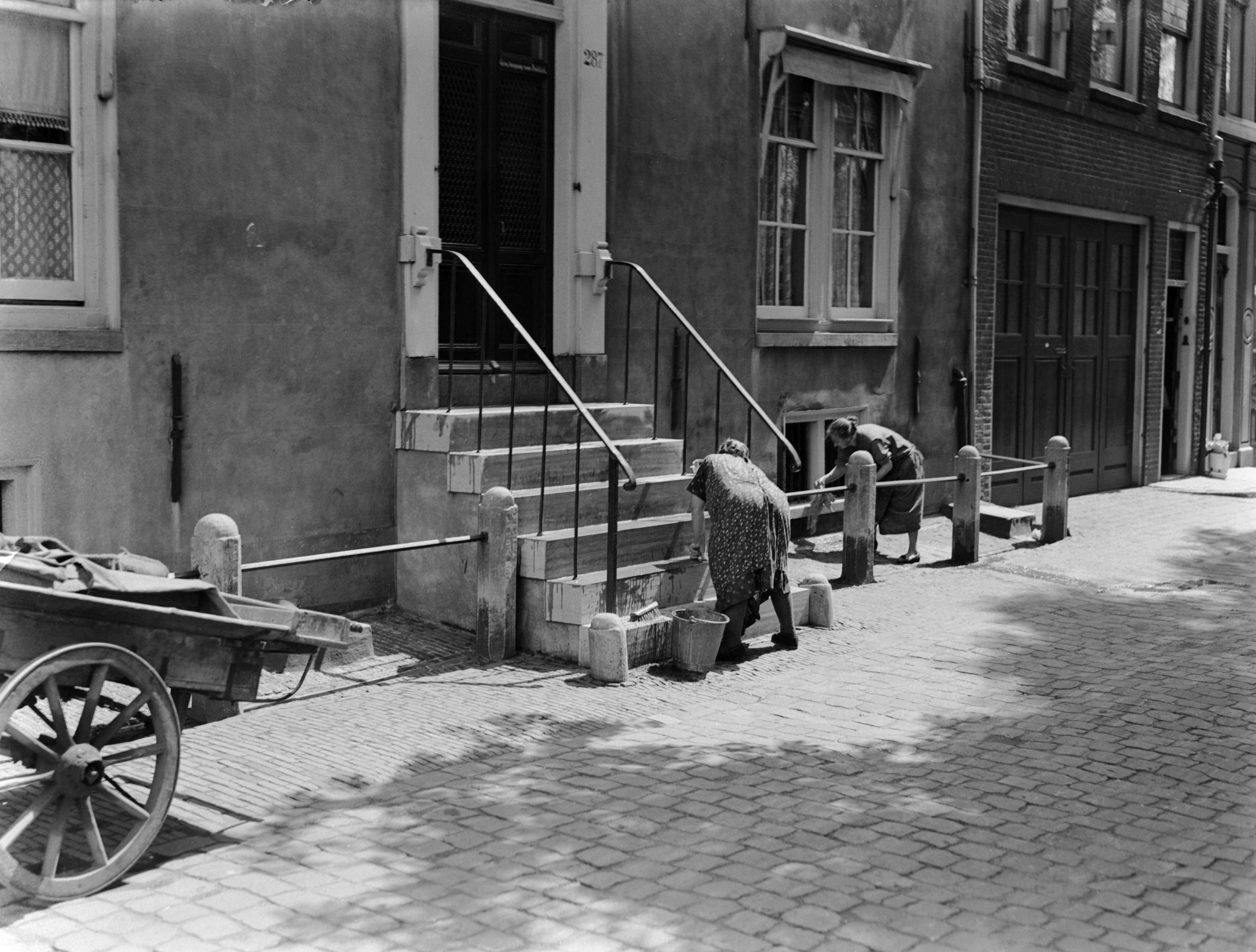
Čištění na Spiegelgracht v Amsterdamu, 1933
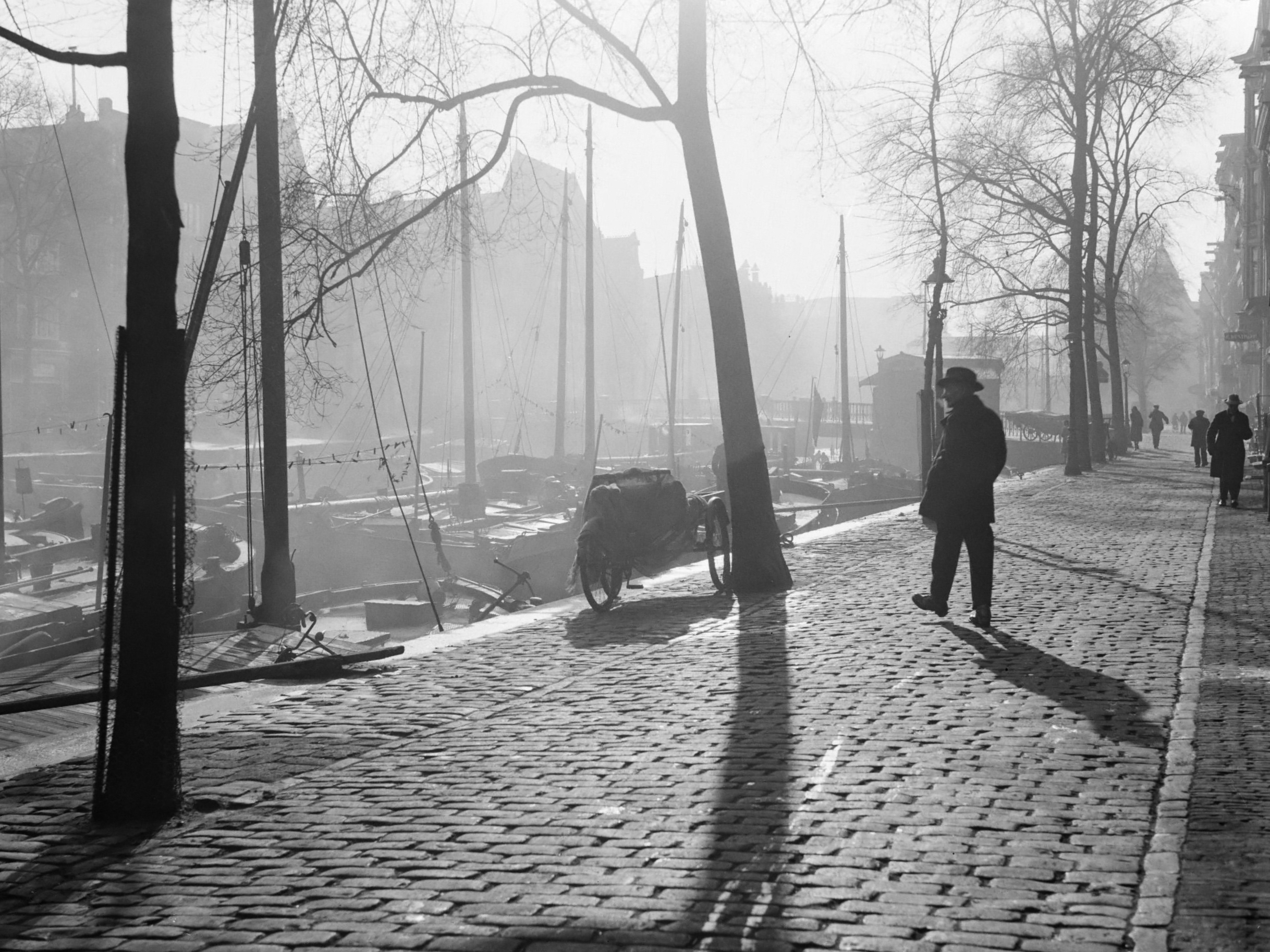
Geldersekade, Amsterdam, 1933
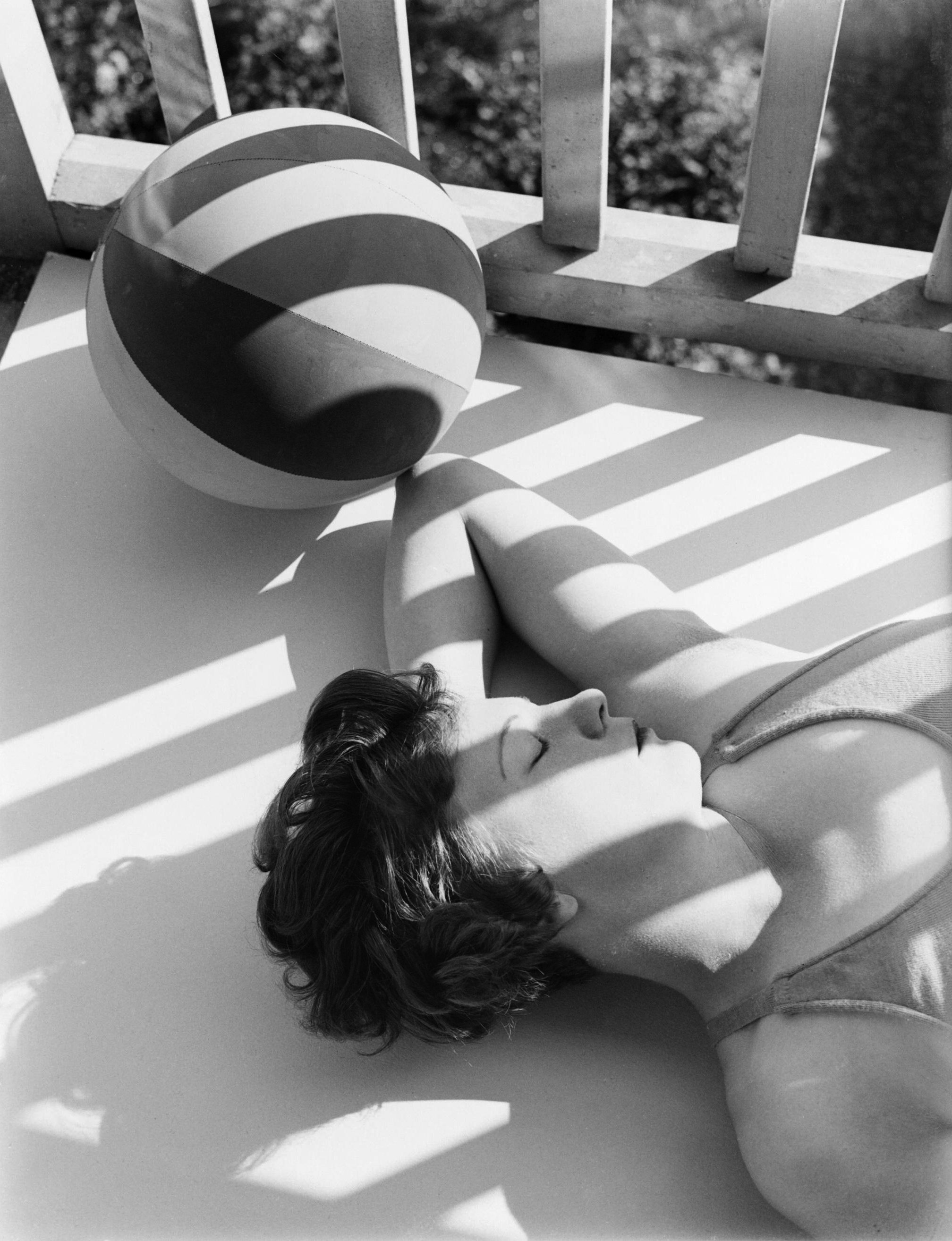
Modelka s míčem ve hře slunečního světla a stínu, 1935
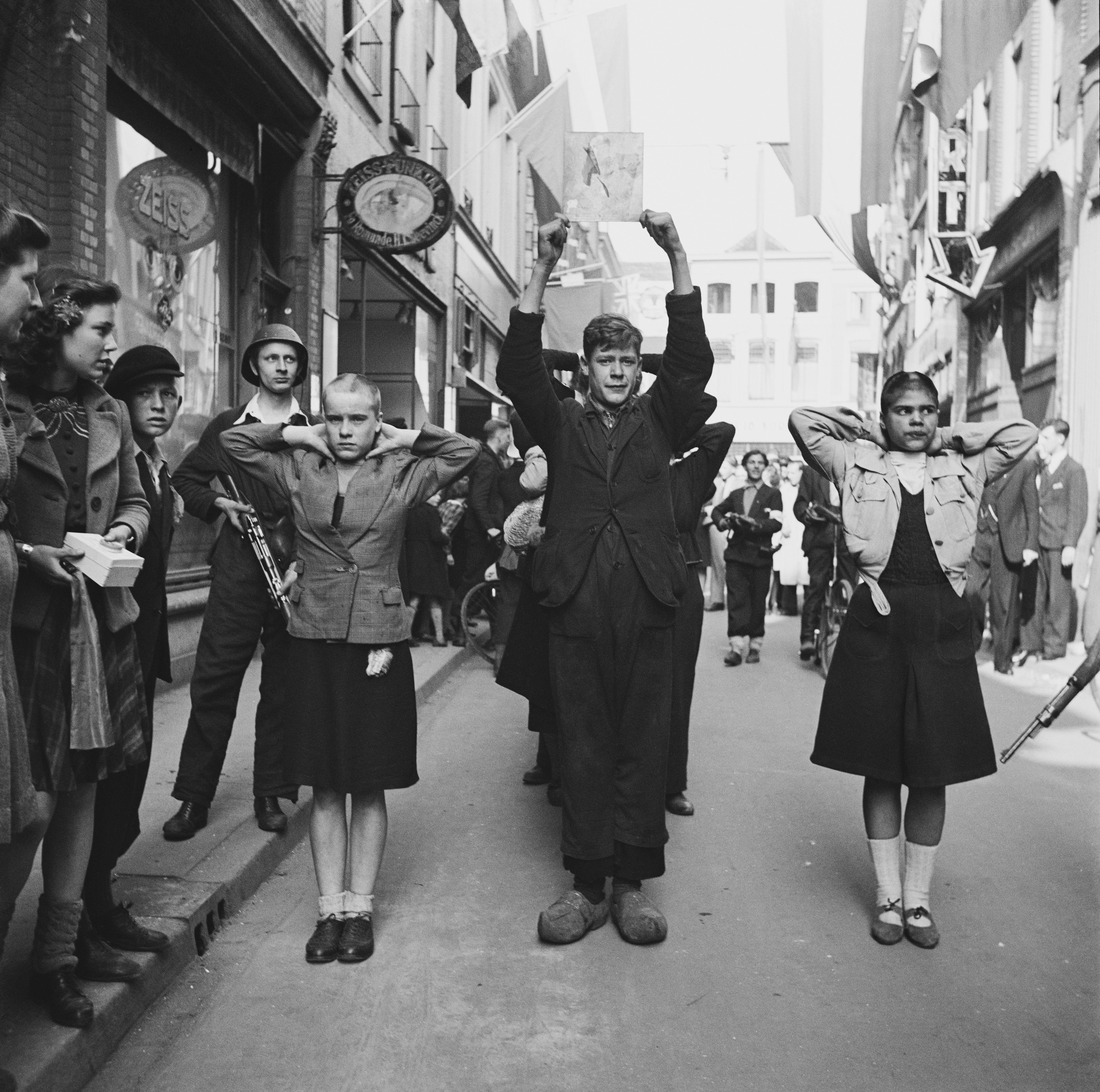
Kaalgeschoren "moffenmeiden", 1945
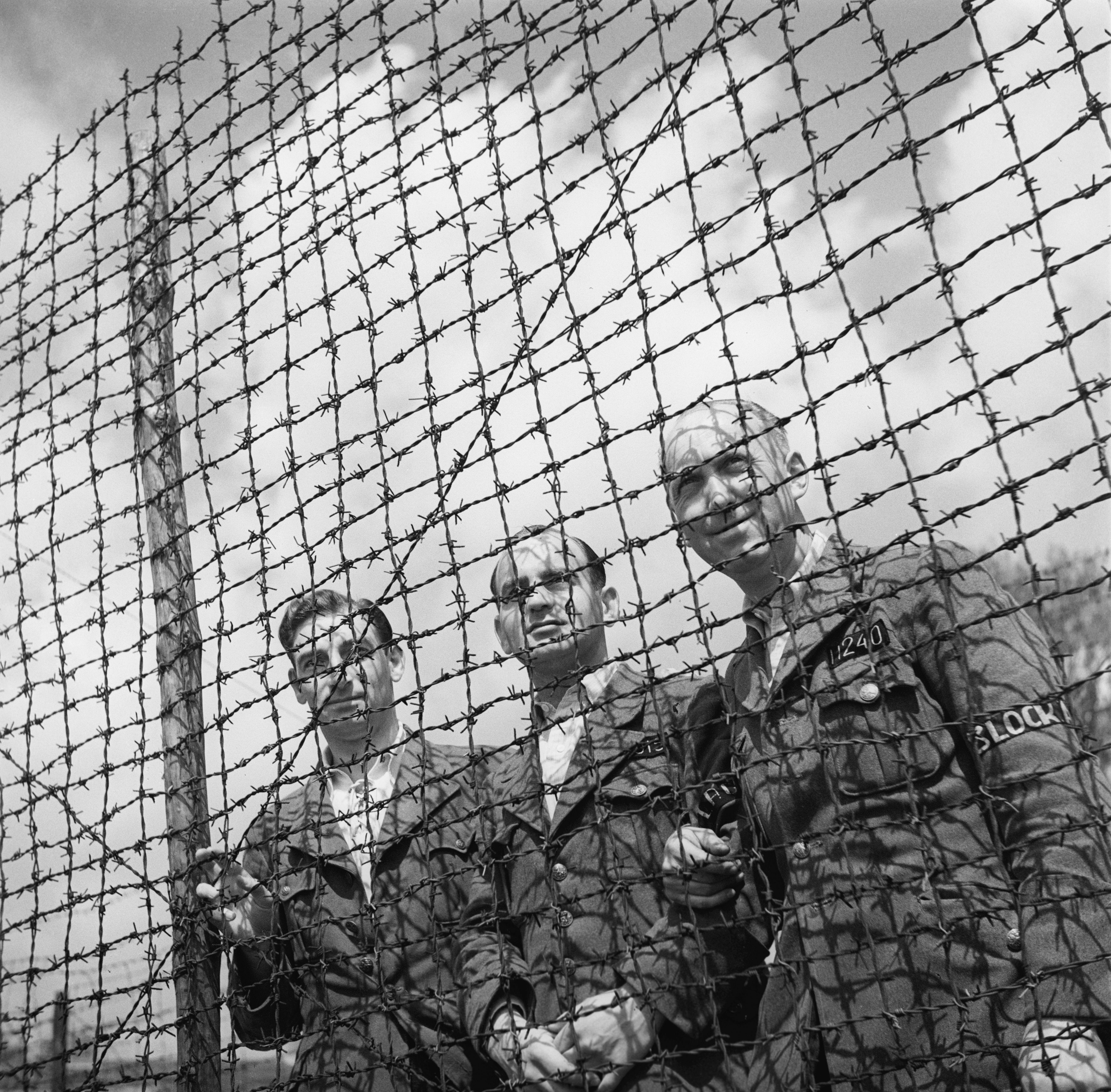
Osvobozovací tábor Amersfoort, 1945
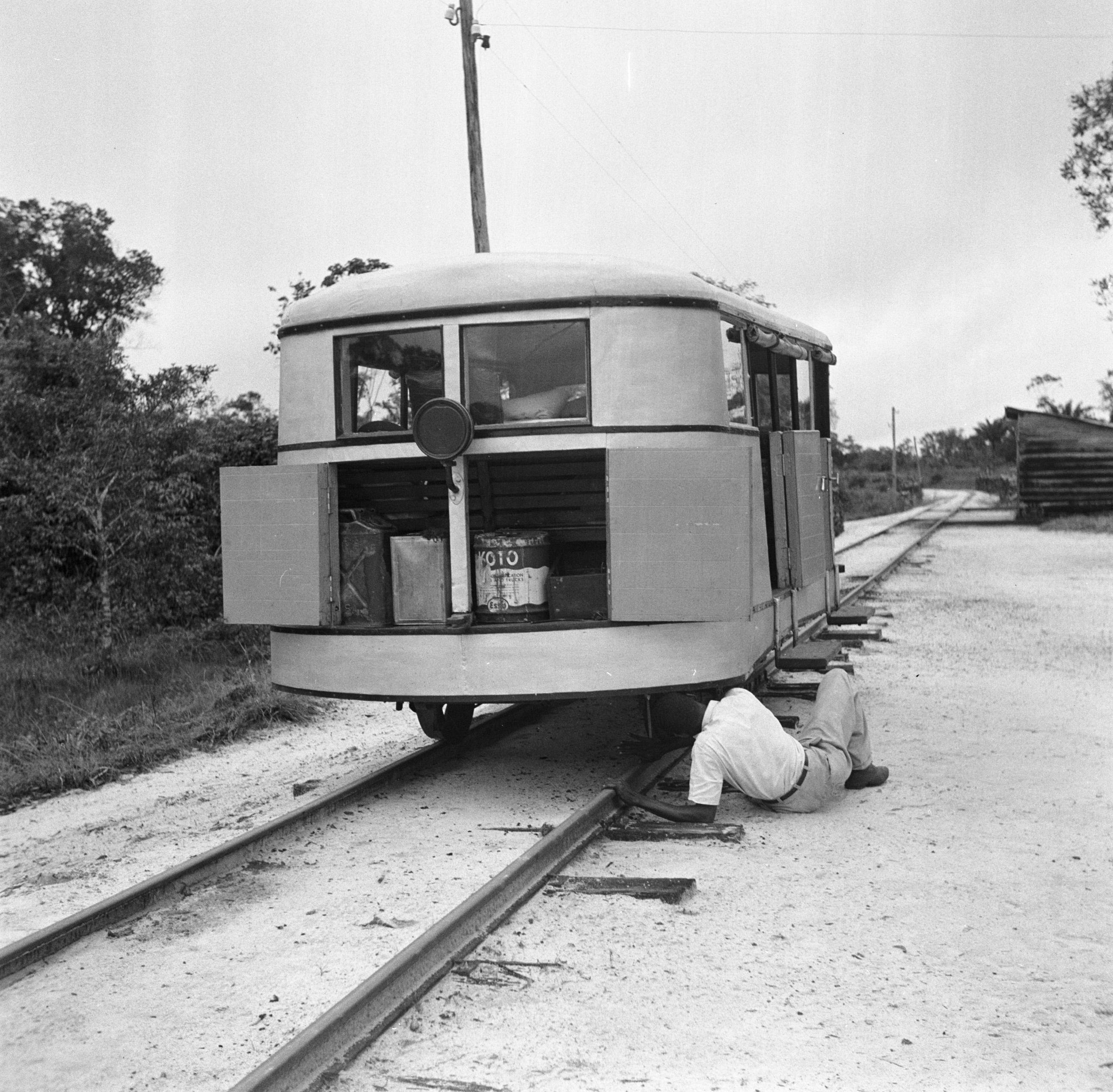
Oprava kolejového vozidla, Lawaspoorweg, 1947
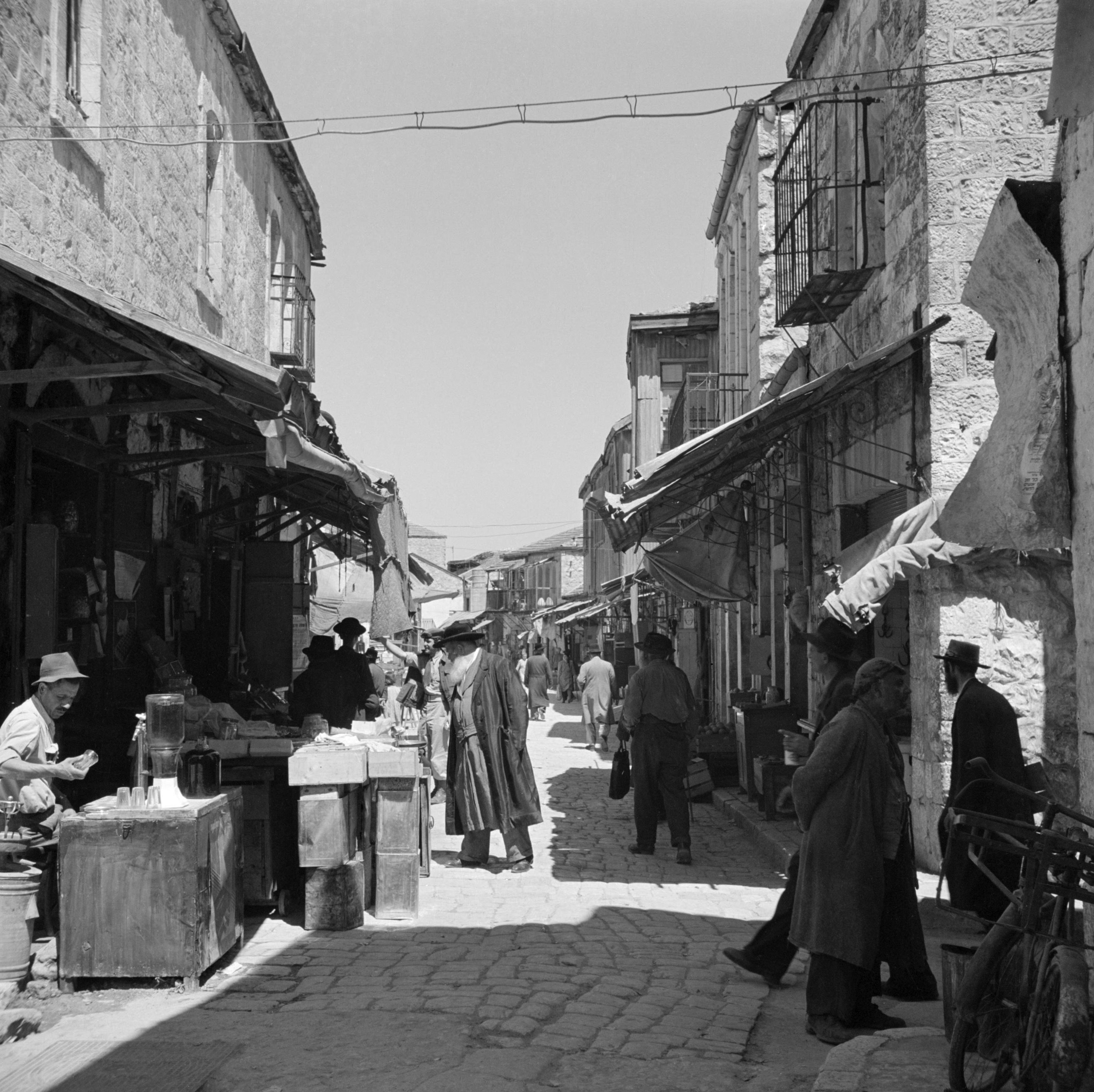
Pouliční sochy Jeruzalém, 1948
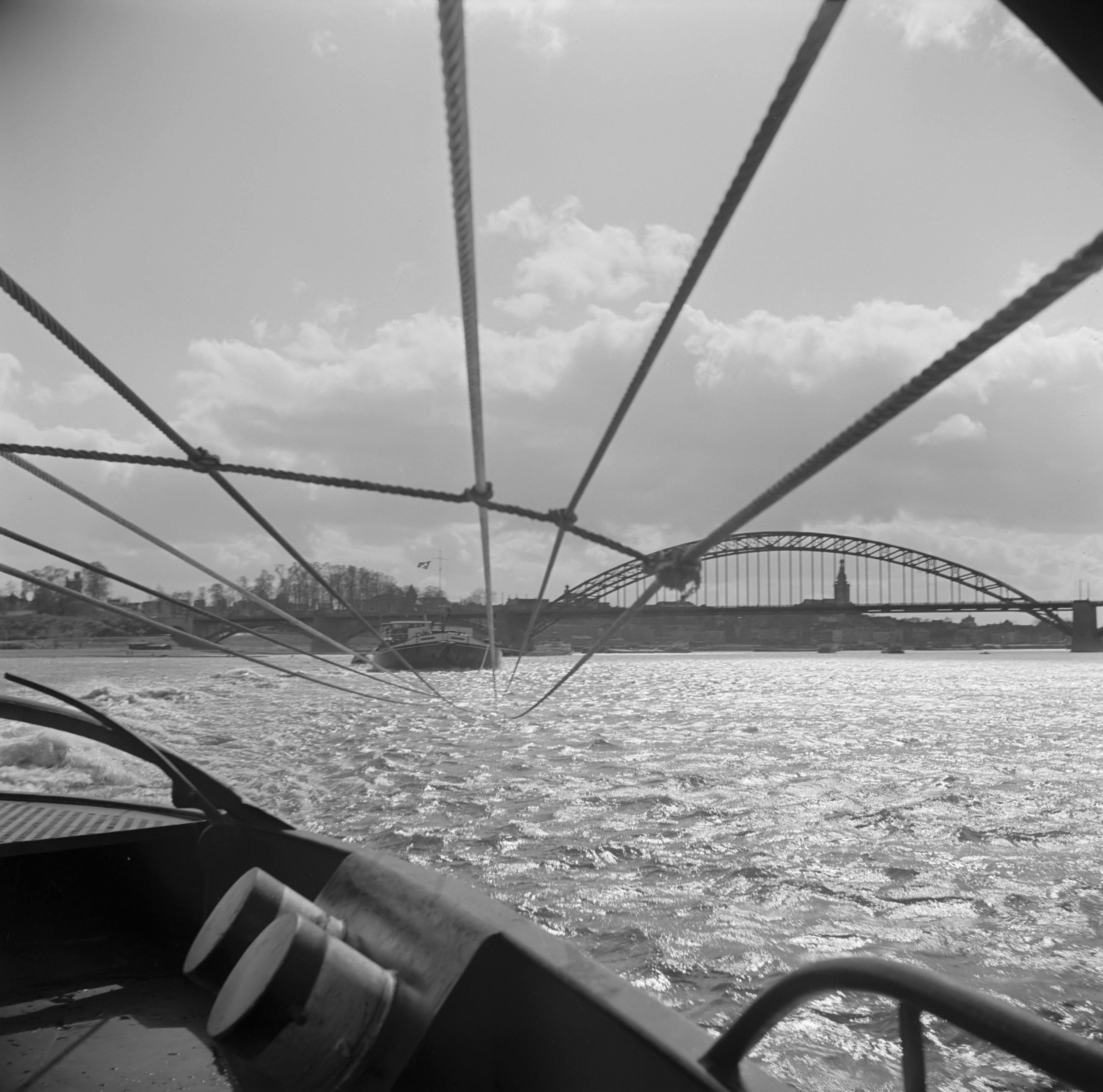
Remorkér na Waal poblíž Nijmegenu, 1955
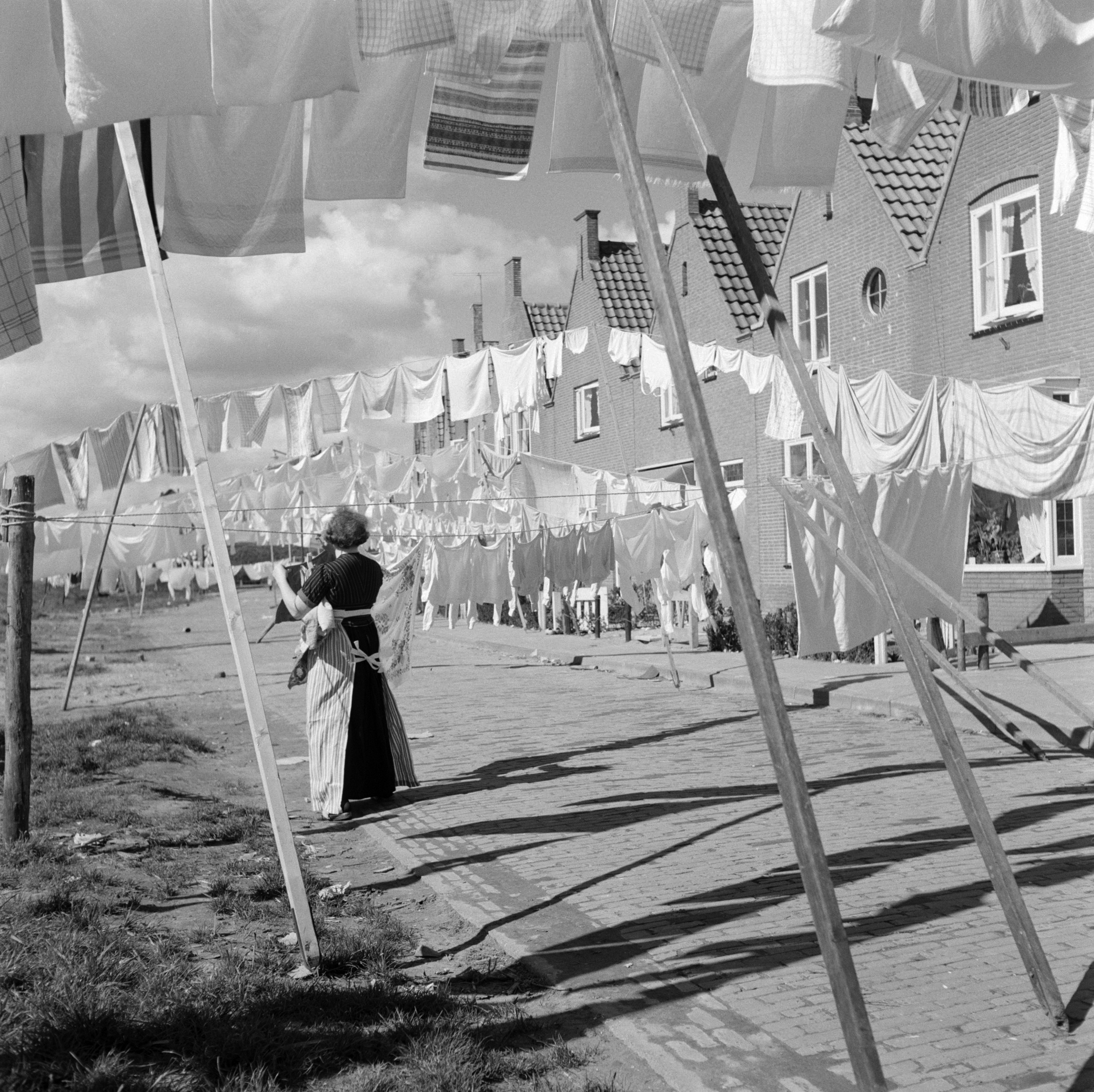
Mycí linky ve Volendamu, 1959
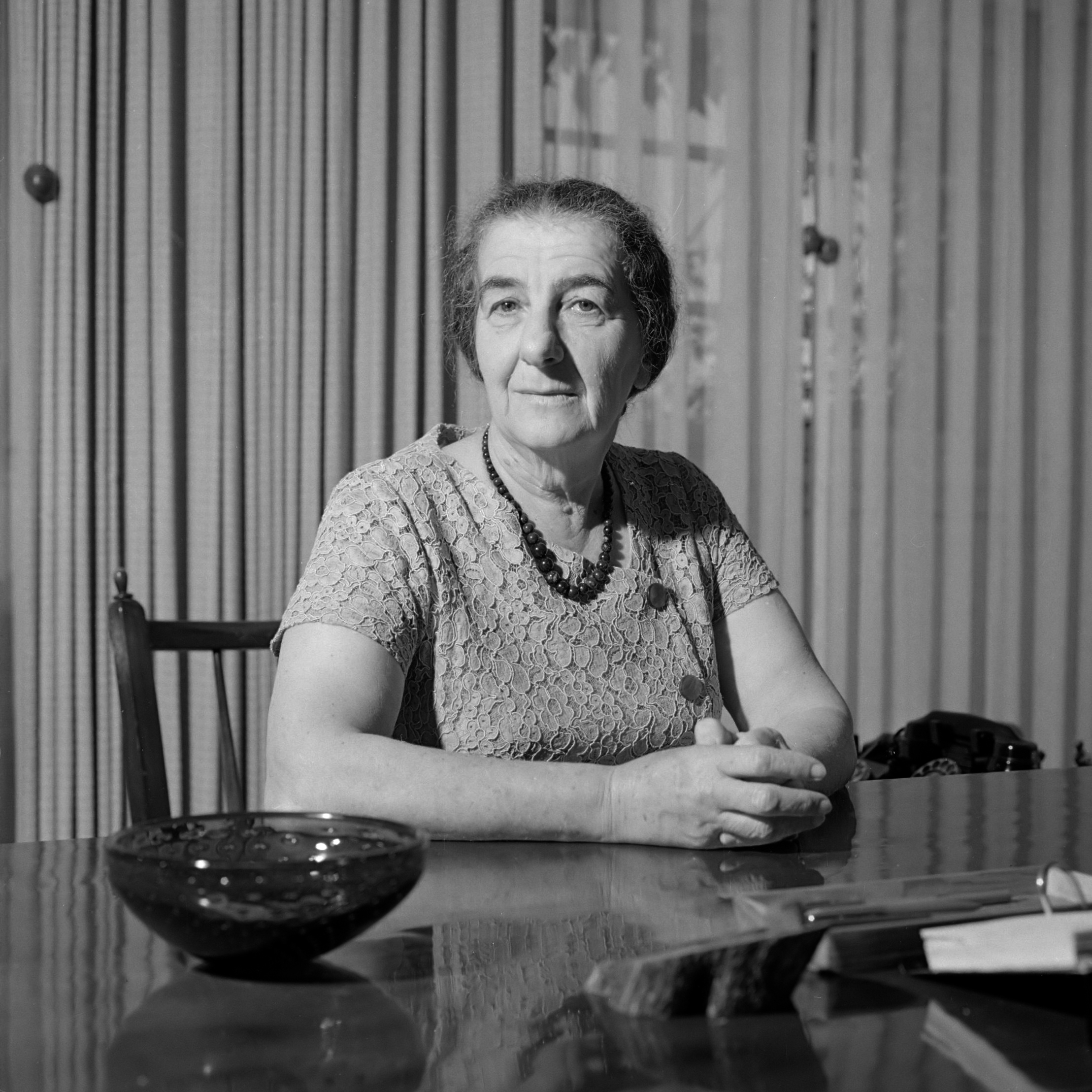
Golda Meir, 1964
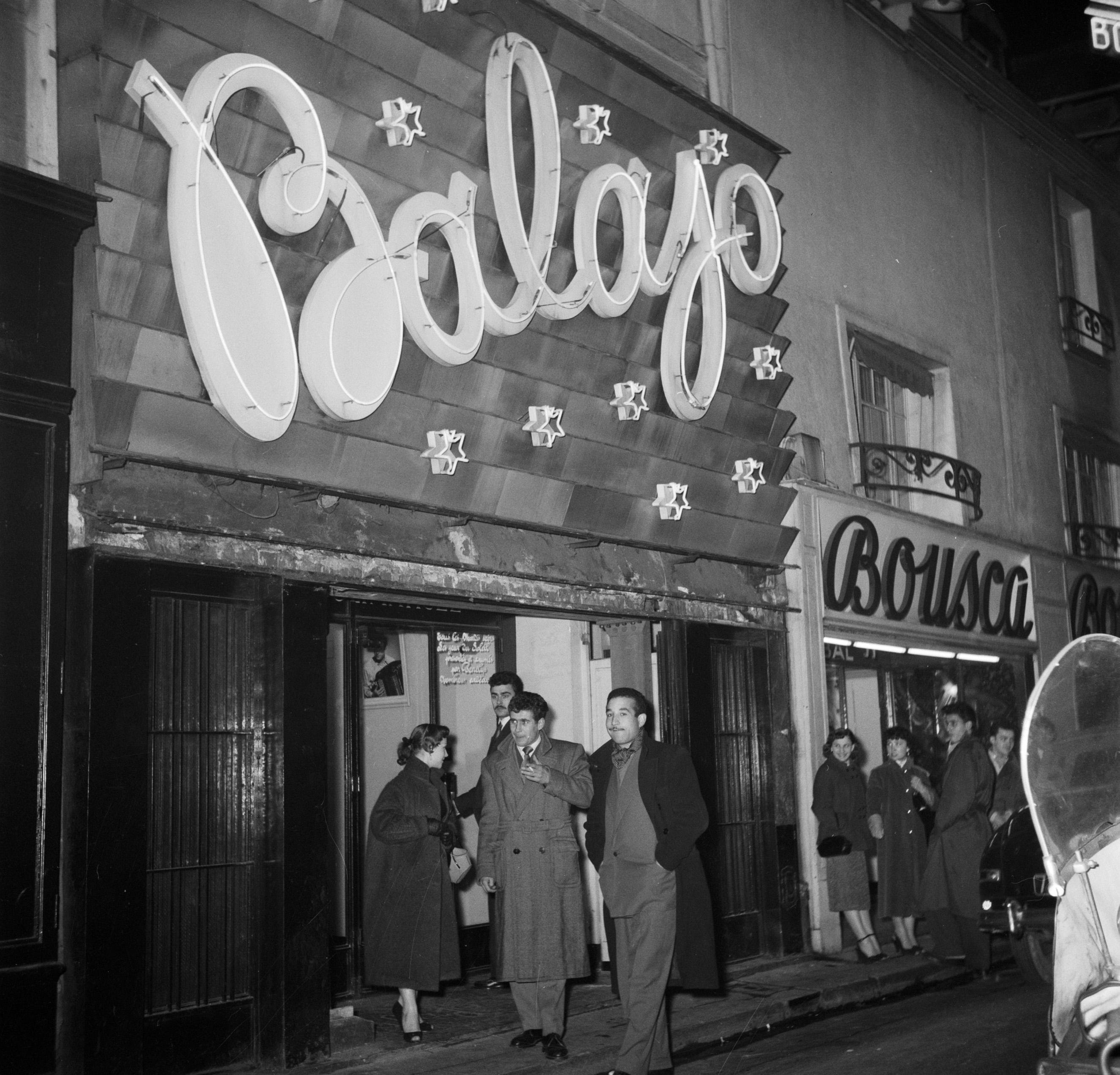
Taneční bar Balajo, 1930
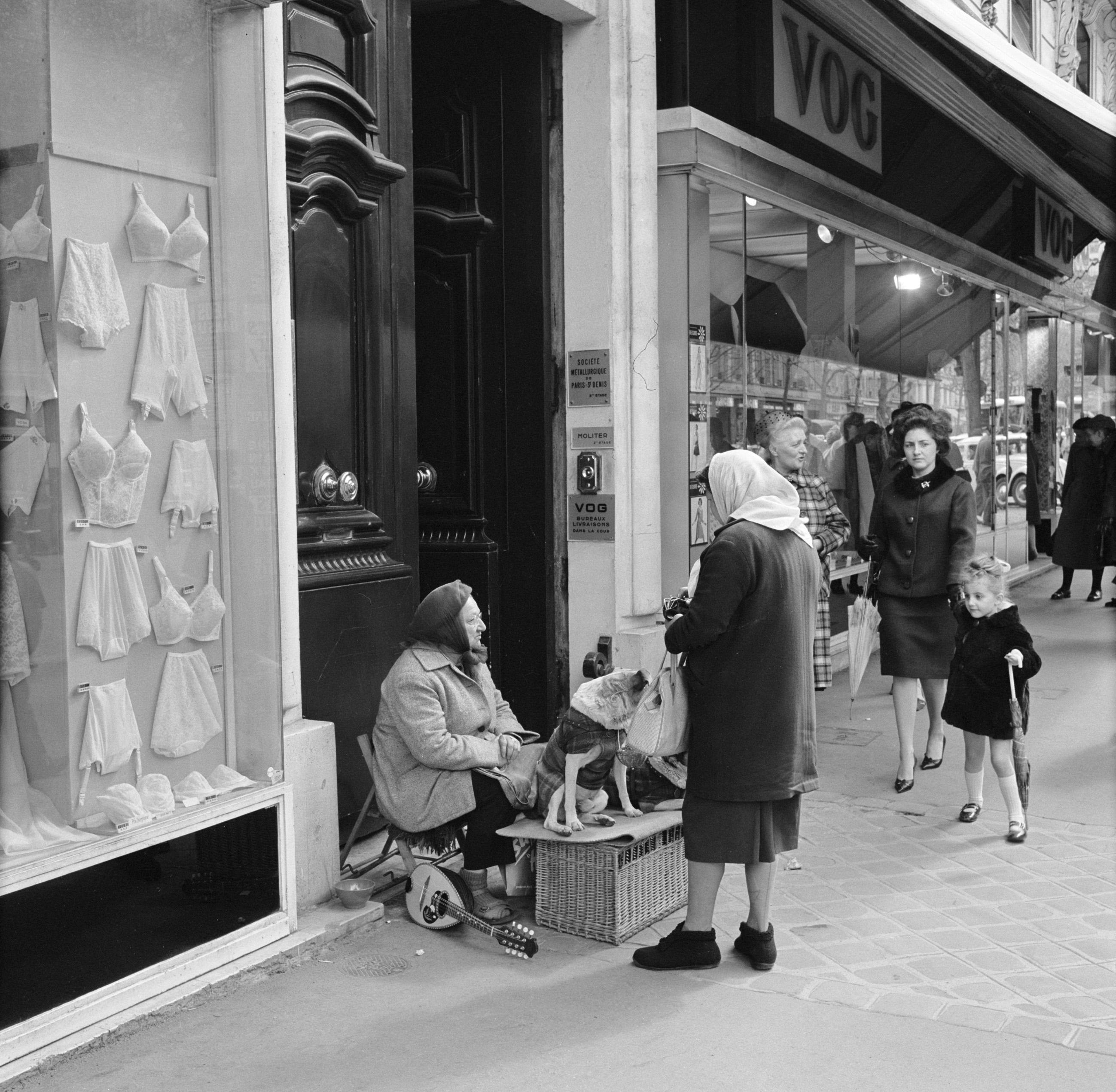
Paříž, 1965
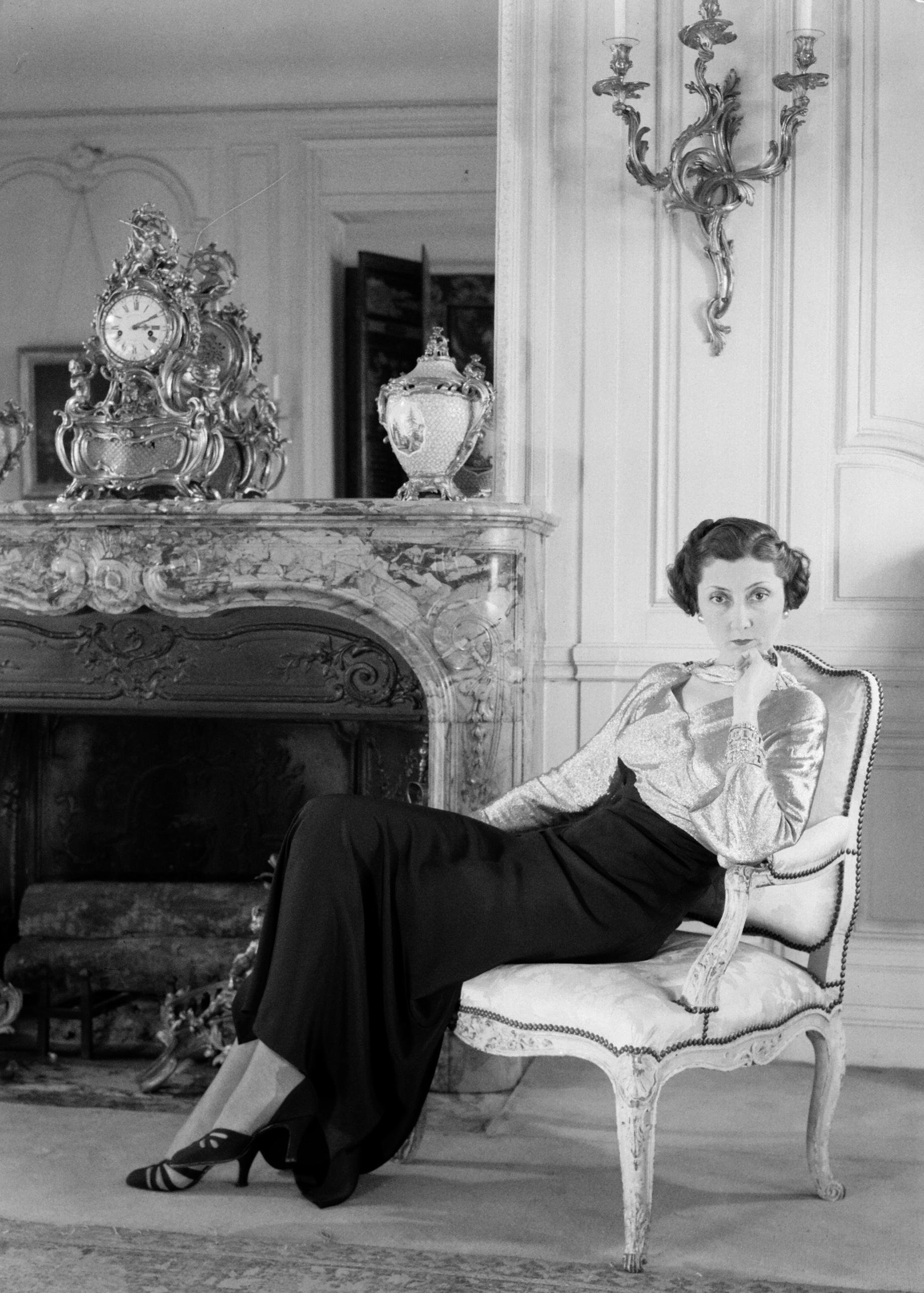
Isabelle d'Orléans-Bragance (1936)
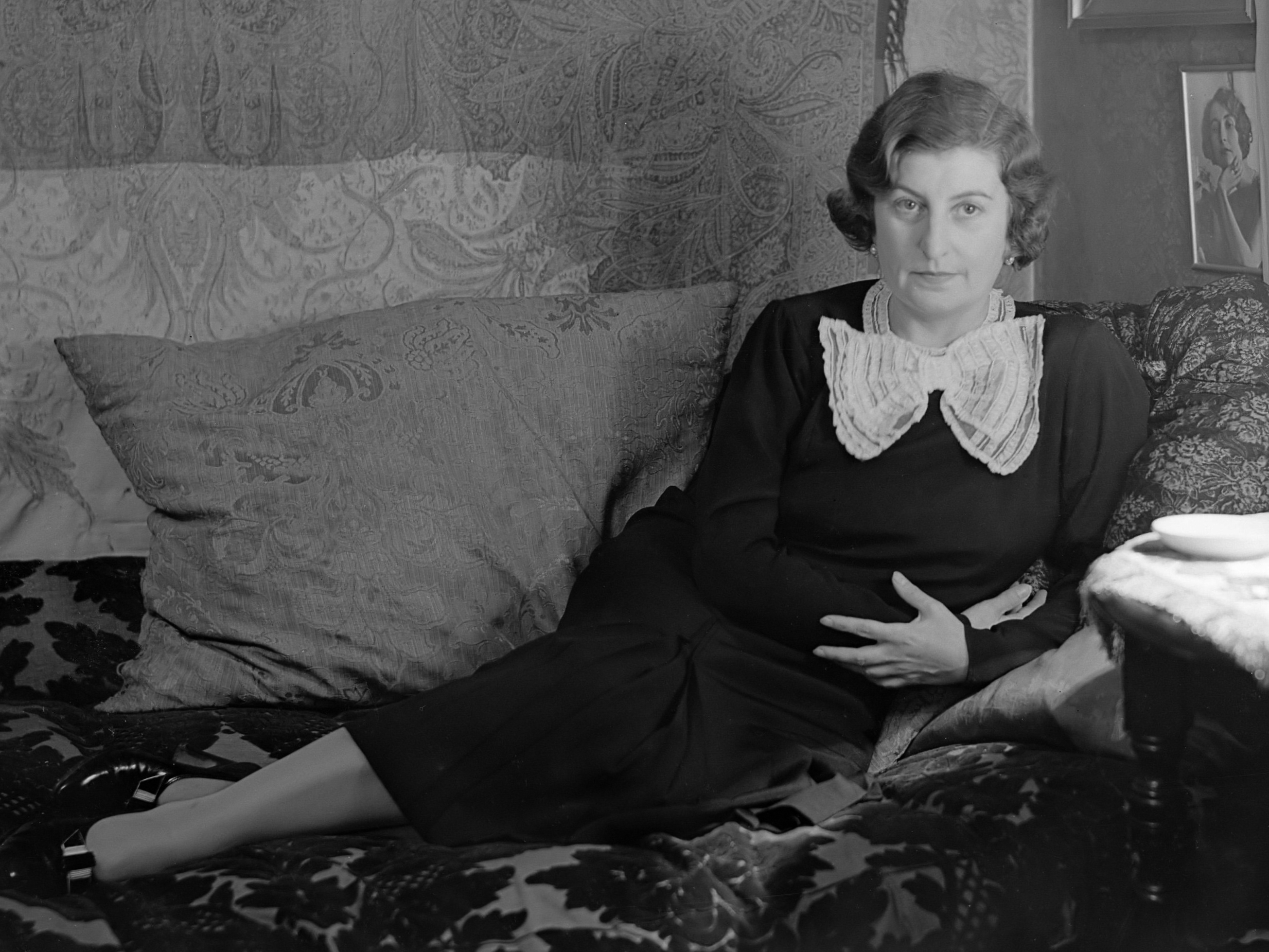
Ewa Bandrowska-Turska, 1934
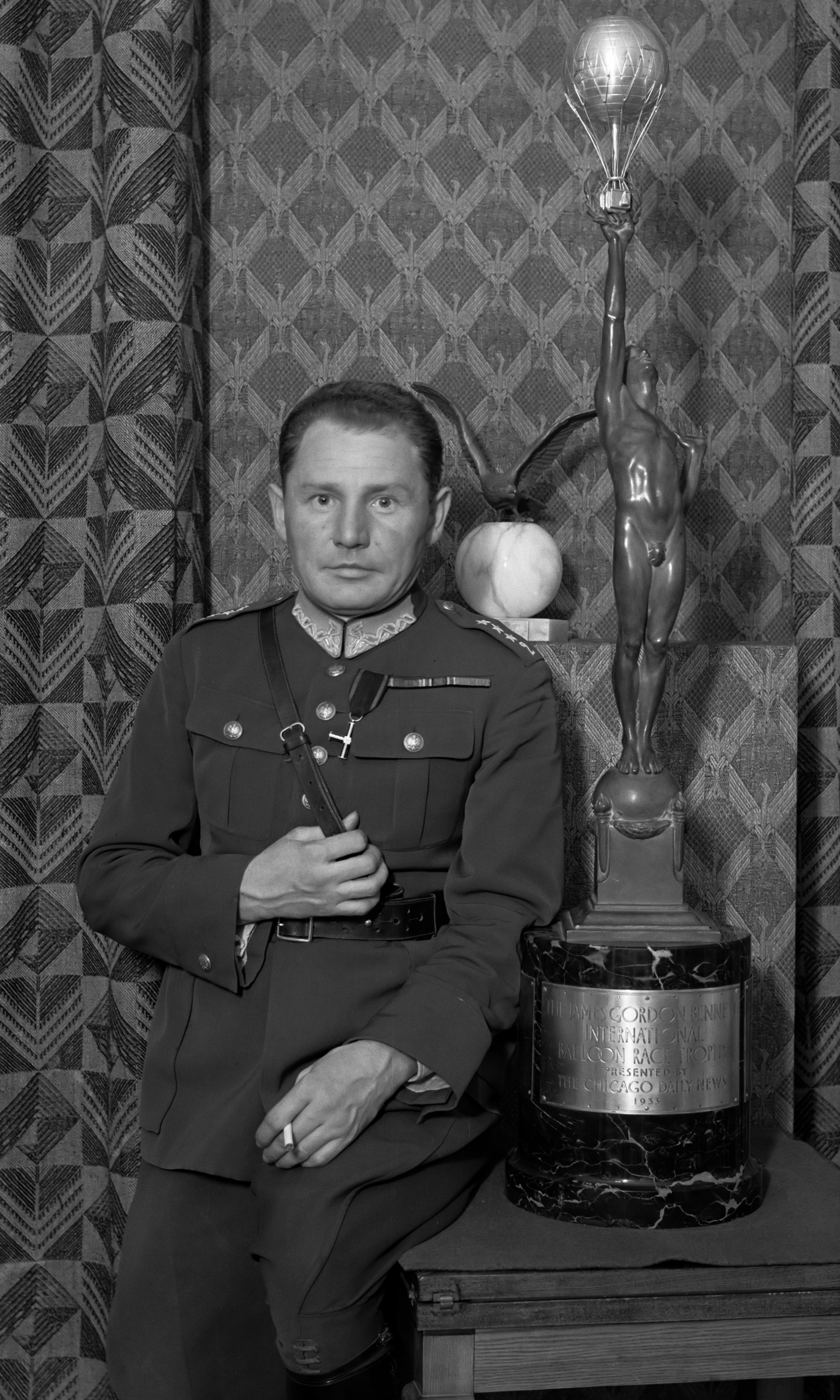
Franciszek Hynek, 1934
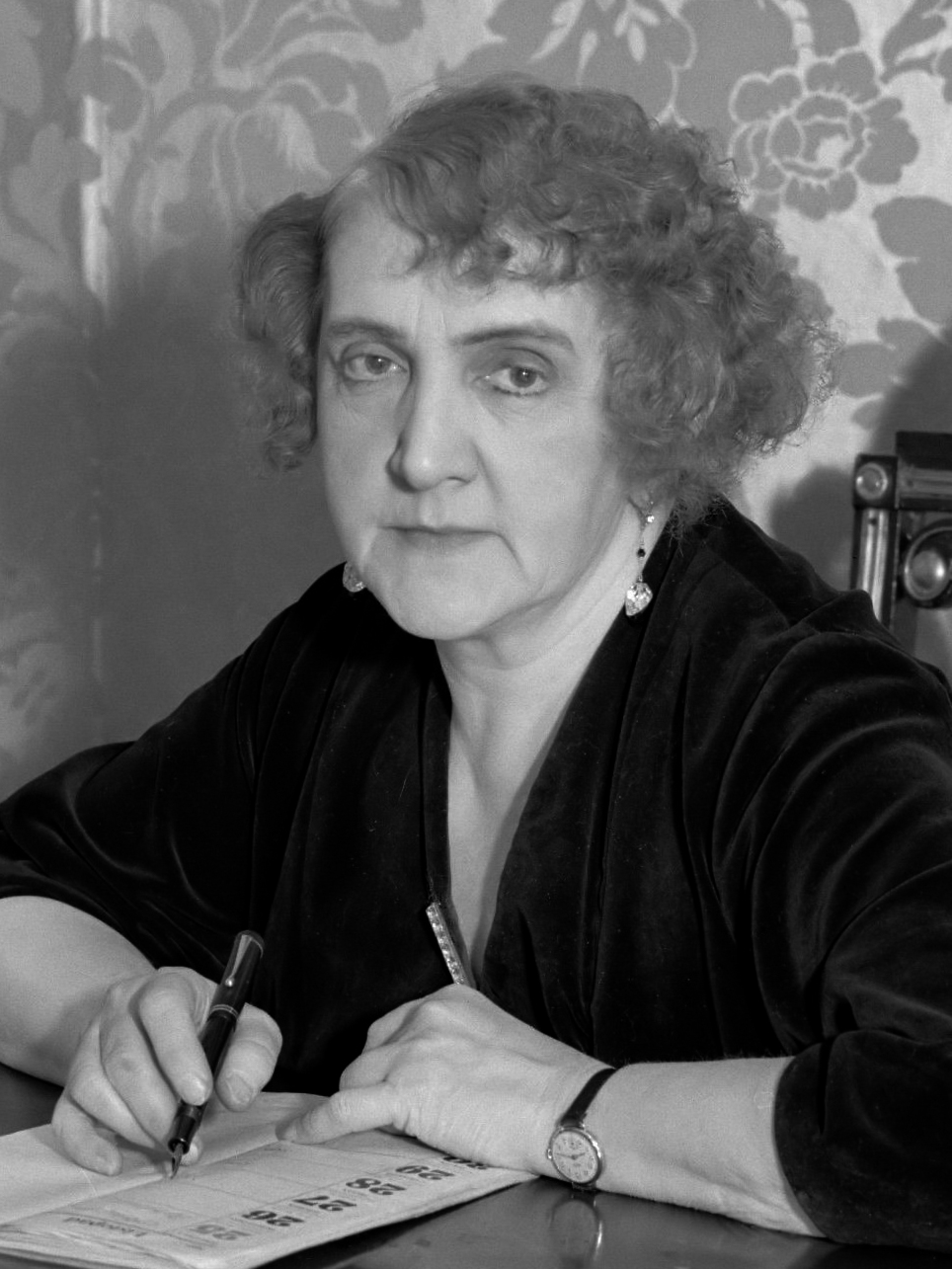
Janina Korolewicz-Waydowa, 1934
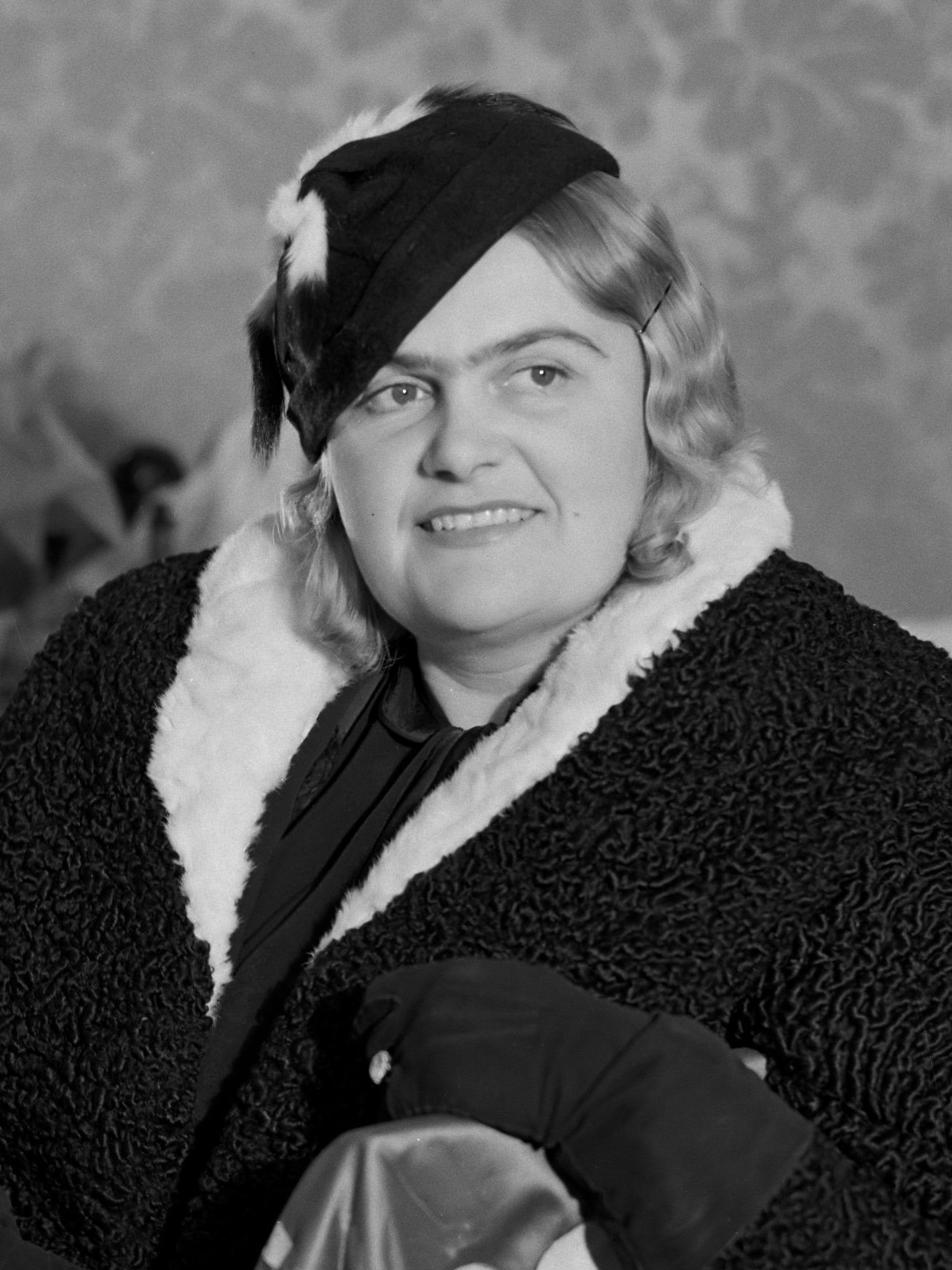
Wanda Wermińska, 1934